# HD 28185 b
HD 28185 bは、地球から約129光年の距離に存在する太陽に似た恒星HD 28185を周回する太陽系外惑星（巨大ガス惑星）である。天球上ではエリダヌス座の方角に位置する。この惑星は2001年4月、CORALIEによる南天の太陽系外惑星の調査で発見された。2008年に行われたMagellan Planet Search Programによる調査でも改めてその存在が確認されている。HD 28185 bの軌道は恒星のハビタブルゾーンの内側の境界付近内に位置している。

## 発見
HD 28185 bの発見は、それまでに見つかっていた他の多くの太陽系外惑星と同様、惑星の重力による恒星のふらつきを検出するドップラー分光法により行われた。この方法では、ドップラー効果による恒星のスペクトルの変化から惑星の存在を導き出す。2001年、HD 28185のスペクトルが383日の周期で変化しており、かつその振幅から、下限質量が木星の5.72倍の惑星が存在しているとの発表がなされた。

## 軌道と質量
HD 28185 bは恒星を1.04年で周回する軌道をとる。それまでに見つかっていた長い公転周期を持つ他の多くの太陽系外惑星と異なり、HD 28185 bは太陽系の火星に匹敵する低い軌道離心率の軌道を持つ。その軌道は恒星のハビタブルゾーン内に位置している。
視線速度法の振幅から、HD 28185 bは最低でも太陽系の木星の5.7倍の質量を持つ惑星であることが判っている。しかし、視線速度法で判るのは最低質量だけであり、惑星の軌道傾斜角によっては真の質量はこれより大きな値である可能性もある。

## 性質
HD 28185 bはその大きな質量から固体の表面を持たない巨大ガス惑星だろうと考えられている。しかし、惑星の観測データが視線速度法による間接的なものに限られているため、その半径や組成、温度といった情報は不明である。
HD 28185 bの軌道がハビタブルゾーン内に位置することから、この恒星系には生命が存在するのではないかとの推測がなされている。ガス惑星に生命が存在できるかは不明だが、シミュレーションによればHD 28185 bはその周囲に地球質量の衛星を数十億年に渡り保持することが可能であるとの報告がなされている。もしこのような衛星が存在するのであれば、そこには生命が存在可能な環境が広がっていると考えられる。ただし、HD 28185 bの周囲にそのような衛星が形成されうるのかについては、はっきりしていない。その他のシナリオとしては、小さな惑星がHD 28185 bのトロヤ点に長期間安定して存在する可能性が提示されている。木星の5.7倍という巨大質量を持つHD 28185 bでは、木星の衛星やトロヤ群のようにこうした天体が成立する可能性がある。